# You & Me (제니의 노래)
《You & Me》는 대한민국의 걸 그룹 블랙핑크 멤버인 제니의 노래이다. 2023년 10월 6일에 발매되었으며, 테디와 24가 공동으로 작곡했다.

## 곡 목록
Download and streaming
- 1. "You & Me" – 2:59
- 2. "You & Me" Coachella Version – 2:59